# Conacul din Ghindești
Conacul din Ghindești este o clădire amplasată în Ghindești, raionul Florești, Republica Moldova. Este un monument arhitectural de importanță națională inclus în Registrul monumentelor Republicii Moldova ocrotite de stat cu nr. 1342 (raionul Florești). Datează din jum. II a sec. XIX.